# Eumea pupivora
Eumea pupivora är en tvåvingeart som först beskrevs av Robineau-desvoidy 1851.  Eumea pupivora ingår i släktet Eumea och familjen parasitflugor.
Artens utbredningsområde är Frankrike. Inga underarter finns listade i Catalogue of Life.